# Geoffrey Unsworth
Geoffrey Gilyard Unsworth (Atherton, Lancashire, Reino Unido), 26 de mayo de 1914; París, Francia, 28 de octubre de 1978) fue un director de fotografía británico que trabajó en casi noventa largometrajes durante una carrera que terminó extendiéndose por más de cuarenta años. Es conocido por su trabajo en películas aclamadas por la crítica como 2001: A Space Odyssey de Stanley Kubrick, Cabaret de Bob Fosse y Superman de Richard Donner.
El periódico británico The Guardian ha destacado la naturaleza de su trabajo con Kubrick, en palabras del también director de fotografía Peter Suschitzky, Unsworth "se convirtió en el punto de referencia" para un determinado estilo cinematográfico.

## Carrera
Unsworth comenzó su carrera trabajando en Gaumont British de 1932 a 1937. Tras unirse a Technicolor en 1938, actuó como asistente de dirección de fotografía en producciones resaltables, como Coronel Blimp (1943) y A Matter of Life and Death (1946) de Powell y Pressburger. Unsworth hizo su debut como director de fotografía en el largometraje documental The People's Land en 1941.
En estos primeros años, los encargos de Unsworth lo llevaron al extranjero en varias ocasiones. Por ejemplo, fue a Sudáfrica en 1937, a Birmania en 1938 para el rodaje de The Purple Train con Gregory Peck, y a Hawái en 1947.
Unos meses después del final de la guerra, en 1945, se convirtió en el camarógrafo jefe, inicialmente en producciones menos importantes, pero desde principios de los años 50 en adelante también en coloridas películas de entretenimiento para un público masivo; sobre todo, las historias de aventuras con fondos exóticos (Black Ivory, White Woman in the Jungle, Simba, Demons of the South Seas, Burning India), las historias de época con trajes históricos (A Princess Falls in Love, Robin Hood and His Daring Companions, In the Service of the King), y los dramas bélicos (March Through Hell, Flames over the Far East) determinaron el trabajo de Unsworth como director de fotografía en la década de 1950.
Después de trabajar en los melodramas de Gainsborough Pictures, The Man Within y Jassy (dirigidas por Bernard Knowles), trabajó para The Rank Organisation durante la década de 1950, especialmente en películas como A Town Like Alice y A Night to Remember.
En la década de 1960, el trabajo de Unsworth se extendió al extranjero, como con la epopeya en cinemaScope de 1962 El león de Esparta; la década también lo vio recibir su primera nominación a los Premios Óscar por su trabajo en Becket de 1964. En 1965, fue responsable de fotografiar Otelo de William Shakespeare en el Royal National Theatre.
Su trabajo cinematográfico le valió unaserie de premios, incluidos cinco premios de la Sociedad Británica de Cinematógrafos, tres premios BAFTA y dos premios de la Academia. Unsworth fue especialmente solicitado como director de fotografía en dos géneros muy diferentes: películas de época y ciencia ficción. Entre los momentos más destacados de su carrera se encuentran su colaboración con Stanley Kubrick en la visualmente innovadora 2001: A Space Odyssey (en la que contó con la ayuda de John Alcott, que se convertiría en un colaborador habitual de Kubrick) y la oscura exploración musical de Bob Fosse sobre el final de la Alemania de Weimar, Cabaret, para la que utilizó las técnicas de iluminación del cine expresionista alemán para crear, para las canciones y los bailes, una atmósfera festiva y pintoresca en la que se iluminan los tonos rojos, dorados y azules. También creó una atmósfera oscura y lúgubre, caracterizada por reflejos oscuros y claros con predominio de tonos grises y verdes. En la adaptación cinematográfica de Sidney Lumet de Asesinato en el Orient Express de Agatha Christie de 1974, su iluminación y el uso de la difusión capturan el peligro y el romance del tren, mientras que la integración del movimiento de la cámara y los efectos ópticos contribuyen al realismo del escenario mientras controlan la claustrofobia del entorno.
La obra de Unsworth alcanzó su mayor audiencia con Superman de Richard Donner en 1978. Fue responsable de integrar el trabajo de un quién es quién de directores de fotografía y diseñadores de efectos visuales (incluido Zoran Perisic, un miembro del equipo de animación desde 2001, que extendió la técnica de proyección frontal de Kubrick para Superman ), con la verosimilitud y el sentido de grandeza propios de una interpretación (mayoritariamente) reverente de un superhéroe. El estilo que desarrolló junto al director Donner fue esencialmente el de una película de ciencia ficción de época; la cinematografía glamorosa, a menudo muy difusa, observaba una panoplia de imágenes de Estados Unidos, sugiriendo un marco temporal épico para las escenas de la película, una América mítica en algún lugar entre los años 1930 de los cómics originales y los años 1970. El estilo de las secuencias que no involucraban muchos elementos de ciencia ficción tenía que coincidir con las escenas que mostraban los poderes de Superman.
Otros trabajos de Unsworth en la década de 1970 incluyen la película biográfica de Oliver Cromwell Cromwell en 1970, el musical de John Barry Alicia en el país de las maravillas de 1972, la película de fantasía de John Boorman Zardoz de 1974, El regreso de la pantera rosa (la cuarta película de la serie de la Pantera Rosa de Blake Edwards ), la épica de guerra de Richard Attenborough de 1977 A Bridge Too Far. En 1981, ganó un Oscar póstumo a la mejor fotografía por su trabajo colaborativo con Ghislain Cloquet en Tess de Roman Polanski.
En el caso de Superman, Unsworth no fue nombrado para Premio de la Academia al Logro Especial en Efectos Visuales que recibió la película, sino como director de fotografía, y sin un crédito separado por el trabajo de efectos especiales, no habría sido elegible. Donner expresó gran disgusto por el hecho de que la Academia de Artes y Ciencias Cinematográficas no reconociera a Unsworth con una nominación al Óscar a la mejor fotografía en 1979.
Fiona Valentine resumió el estilo de Unsworth: "se adhirió al principio de que la intervención del camarógrafo debía ser discreta. Creía que la cinematografía no debía llamar la atención, sino apoyar la intención del director y el flujo de la acción. Sin embargo, aunque creía que su contribución debía ser imperceptible, no cabe duda de que su maestría y talento han dejado una huella imborrable en el cine moderno."
Fue miembro de la Sociedad Británica de Cinematógrafos, de la que fue presidente entre 1964 y 1965.
A Unsworth le fue otorgada la Orden del Imperio Británico en 1976. 
Unsworth murió de un ataque cardíaco en Francia a la edad de 64 años mientras filmaba Tess de Roman Polanski en 1978. Tanto Superman como The First Great Train Robbery, estrenadas en el Reino Unido en diciembre de 1978, fueron dedicadas a su memoria. 
Su esposa Maggie trabajaba en la industria cinematográfica británica, a menudo como supervisora de guiones y continuidad.

## Filmografía

### Cortometrajes
| Año  | Título                            | Director         | Notas                |
| ---- | --------------------------------- | ---------------- | -------------------- |
| 1946 | Make Fruitful the Land            | Ken Annakin      |                      |
| 1950 | Mr. Know-All                      | Ken Annakin      | Partes de Trio       |
| 1950 | Verger, The                       | Ken Annakin      | Partes de Trio       |
| 1955 | Cyril Stapleton and the Show Band | Michael Carreras | Con Walter J. Harvey |
| 1955 | The Eric Winstone Bandshow        | Michael Carreras |                      |
| 1956 | Eric Winstone's Stagecoach        | Michael Carreras |                      |

Cortometrajes documentales 
| Año  | Título                                                               | Director          |
| ---- | -------------------------------------------------------------------- | ----------------- |
| 1942 | Teeth of Steel                                                       | Ronald H. Riley   |
| 1942 | Gardens of England                                                   | Michael Hankinson |
| 1942 | World Garden                                                         | Robin Carruthers  |
| 1943 | Power on the Land: The Story of the Mechanisation of British Farming | Ralph Keene       |
| 1943 | The People's Land                                                    | Ralph Keene       |

### Largometrajes[18]
| Año  | Título                                                                  | Director                       | Notas                                          |
| ---- | ----------------------------------------------------------------------- | ------------------------------ | ---------------------------------------------- |
| 1946 | Meet the Navy                                                           | Alfred Travers                 | Fotografía en tecnicolor                       |
| 1946 | The Laughing Lady                                                       | Paul L. Stein                  |                                                |
| 1947 | The Man Within                                                          | Bernard Knowles                |                                                |
| 1947 | Jassy                                                                   | Bernard Knowles                |                                                |
| 1948 | Blanche Fury                                                            | Marc Allégret                  | Fotografía de exteriores                       |
| 1948 | Scott of the Antarctic                                                  | Charles Frend                  | Con Osmond Borradaile y Jack Cardiff           |
| 1949 | The Blue Lagoon                                                         | Frank Launder                  |                                                |
| 1949 | Fools Rush In                                                           | John Paddy Carstairs           |                                                |
| 1949 | The Spider and the Fly                                                  | Robert Hamer                   |                                                |
| 1950 | Double Confession                                                       | Ken Annakin                    |                                                |
| 1950 | The Clouded Yellow                                                      | Ralph Thomas                   |                                                |
| 1951 | Where No Vultures Fly                                                   | Harry Watt                     |                                                |
| 1952 | Penny Princess                                                          | Val Guest                      |                                                |
| 1952 | The Planter's Wife                                                      | Ken Annakin                    |                                                |
| 1952 | Made in Heaven                                                          | John Paddy Carstairs           |                                                |
| 1953 | Turn the Key Softly                                                     | Jack Lee                       |                                                |
| 1953 | La espada y la rosa                                                     | Ken Annakin                    |                                                |
| 1954 | The Million Pound Note                                                  | Ronald Neame                   |                                                |
| 1954 | The Seekers                                                             | Ken Annakin                    |                                                |
| 1954 | The Purple Plain                                                        | Robert Parrish                 |                                                |
| 1955 | Simba, la lucha contra el Mau-Mau                                       | Brian Desmond Hurst            |                                                |
| 1955 | Passage Home                                                            | Roy Ward Baker                 |                                                |
| 1955 | Value for Money                                                         | Ken Annakin                    |                                                |
| 1956 | A Town Like Alice                                                       | Jack Lee                       |                                                |
| 1956 | Jacqueline                                                              | Roy Ward Baker                 |                                                |
| 1956 | Tiger in the Smoke                                                      | Roy Ward Baker                 |                                                |
| 1957 | Hell Drivers                                                            | Cy Endfield                    |                                                |
| 1957 | Dangerous Exile                                                         | Brian Desmond Hurst            |                                                |
| 1958 | A Night to Remember                                                     | Roy Ward Baker                 |                                                |
| 1958 | Bachelor of Hearts                                                      | Wolf Rilla                     |                                                |
| 1959 | Whirlpool                                                               | Lewis Allen                    |                                                |
| 1959 | La India en llamas                                                      | J. Lee Thompson                |                                                |
| 1960 | El mundo de Suzie Wong                                                  | Richard Quine                  |                                                |
| 1961 | Don't Bother to Knock                                                   | Cyril Frankel                  |                                                |
| 1962 | The Playboy of the Western World                                        | Brian Desmond Hurst            |                                                |
| 1962 | El león de Esparta                                                      | Rudolph Maté                   |                                                |
| 1962 | The Main Attraction                                                     | Daniel Petrie                  |                                                |
| 1963 | Tamahine                                                                | Philip Leacock                 |                                                |
| 1964 | Becket                                                                  | Peter Glenville                |                                                |
| 1965 | Genghis Khan                                                            | Henry Levin                    |                                                |
| 1965 | You Must be Joking                                                      | Michael Winner                 |                                                |
| 1965 | Otelo                                                                   | Stuart Burge                   |                                                |
| 1966 | El rey en Londres                                                       | Aníbal Uset                    | Con Agustín González Paz y Aníbal González Paz |
| 1967 | Oh Dad, Poor Dad, Mamma's Hung You in the Closet and I'm Feelin' So Sad | Richard Quine                  |                                                |
| 1967 | Half a Sixpence                                                         | George Sidney                  |                                                |
| 1968 | 2001: A Space Odyssey                                                   | Stanley Kubrick                |                                                |
| 1968 | The Bliss of Mrs. Blossom                                               | Joseph McGrath                 |                                                |
| 1969 | El club de los asesinos                                                 | Basil Dearden                  |                                                |
| 1969 | Dance of Death                                                          | David Giles                    |                                                |
| 1969 | The Magic Christian                                                     | Joseph McGrath                 |                                                |
| 1970 | The Reckoning                                                           | Jack Gold                      |                                                |
| 1970 | Cromwell                                                                | Ken Hughes                     |                                                |
| 1970 | Goodbye Gemini                                                          | Alan Gibson                    |                                                |
| 1970 | Three Sisters                                                           | Laurence Olivier John Sichel   |                                                |
| 1971 | Say Hello to Yesterday                                                  | Alvin Rakoff                   |                                                |
| 1971 | Unman, Wittering and Zigo                                               | John Mackenzie                 |                                                |
| 1972 | Cabaret                                                                 | Bob Fosse                      |                                                |
| 1972 | Alicia en el país de las maravillas                                     | William Sterling               |                                                |
| 1973 | Baxter!                                                                 | Lionel Jeffries                |                                                |
| 1973 | Love and Pain and the Whole Damn Thing                                  | Alan J. Pakula                 |                                                |
| 1973 | Voices                                                                  | Kevin Billington               |                                                |
| 1973 | Don Quixote                                                             | Rudolf Nureyev Robert Helpmann |                                                |
| 1974 | Zardoz                                                                  | John Boorman                   |                                                |
| 1974 | The Internecine Project                                                 | Ken Hughes                     |                                                |
| 1974 | The Abdication                                                          | Anthony Harvey                 |                                                |
| 1974 | Murder on the Orient Express                                            | Sidney Lumet                   |                                                |
| 1975 | El regreso de la pantera rosa                                           | Blake Edwards                  |                                                |
| 1975 | El cobarde heróico                                                      | Richard Lester                 |                                                |
| 1975 | Lucky Lady                                                              | Stanley Donen                  |                                                |
| 1976 | A Matter of Time                                                        | Vincente Minnelli              |                                                |
| 1977 | A Bridge Too Far                                                        | Richard Attenborough           |                                                |
| 1978 | Superman                                                                | Richard Donner                 |                                                |
| 1978 | The First Great Train Robbery                                           | Michael Crichton               | También actor (sin acreditar)                  |
| 1979 | Tess                                                                    | Roman Polanski                 | Con Ghislain Cloquet (estreno póstumo)         |
| 1980 | Superman II                                                             | Richard Lester                 | Con Robert Paynter (estreno póstumo)           |
| 2006 | Superman II: The Richard Donner Cut                                     | Richard Donner                 | Con Robert Paynter (estreno póstumo)           |

Películas documentales
| Año  | Título                           | Director                               | Notas                                                     |
| ---- | -------------------------------- | -------------------------------------- | --------------------------------------------------------- |
| 1963 | An Evening with the Royal Ballet | Anthony Havelock-Allan Anthony Asquith | Partes de "La Valse", "Les Corsaire" y "Aurora's Wedding" |
| 1965 | Pop Gear                         | Frederic Goode                         |                                                           |

### Televisión
| Año  | Título                      | Director      | Episodio                                       |
| ---- | --------------------------- | ------------- | ---------------------------------------------- |
| 1956 | The Magical World of Disney | Ken Annakin   | "When Knighthood Was in Flower" (Partes 1 y 2) |
| 1972 | Columbo                     | Richard Quine | "Dagger of the Mind"                           |

## Premios y honores
Premios de la Academia 
| Año  | Categoría        | Título                                  | Resultado |
| ---- | ---------------- | --------------------------------------- | --------- |
| 1964 | Mejor fotografía | Becket                                  | Nominada  |
| 1972 | Mejor fotografía | Cabaret                                 | Ganó      |
| 1974 | Mejor fotografía | Asesinato en el Orient Express          | Nominada  |
| 1979 | Mejor fotografía | Tess (compartida con Ghislain Cloquet ) | Ganó      |

Premios BAFTA 
| Año  | Categoría                 | Título                                                        | Resultado |
| ---- | ------------------------- | ------------------------------------------------------------- | --------- |
| 1964 | A la mejor cinematografía | Tamahine                                                      | Nominada  |
| 1965 | A la mejor cinematografía | Becket                                                        | Ganó      |
| 1969 | Mejor fotografía          | 2001: A Space Odyssey                                         | Ganó      |
| 1973 | Mejor fotografía          | Cabaret, Las aventuras de Alicia en el país de las maravillas | Ganó      |
| 1975 | Mejor fotografía          | Asesinato en el Orient Express, Zardoz                        | Nominada  |
| 1978 | Mejor fotografía          | A Bridge Too Far                                              | Ganó      |
| 1979 | Mejor fotografía          | Superman: la película                                         | Nominada  |
| 1982 | Mejor fotografía          | Tess (compartida con Ghislain Cloquet)                        | Ganó      |

Sociedad Nacional de Críticos de Cine 
| Año  | Categoría        | Título                                 | Resultado |
| ---- | ---------------- | -------------------------------------- | --------- |
| 1969 | Mejor fotografía | 2001: A Space Odyssey                  | Tercera   |
| 1972 | Mejor fotografía | Cabaret                                | Cuarta    |
| 1981 | Mejor fotografía | Tess (compartida con Ghislain Cloquet) | Tercera   |